# The Fairylogue and Radio-Plays
The Fairylogue and Radio-Plays è un film muto del 1908 diretto da Francis Boggs e Otis Turner. Fu il primo tentativo di portare sullo schermo i libri di L. Frank Baum in una mescolanza di attori dal vivo, diapositive colorate a mano, lanterna magica e film. Lo stesso Baum vi appare come se tenesse una lettura interagendo con i personaggi, sia sul palcoscenico che sullo schermo.
A causa dei costi notevoli, lo spettacolo - che costò molto di più di quello che poté incassare - chiuse dopo soli due mesi.
Fu il primo film di Gladys Walton.

## Trama
Dorothy è una povera ragazza che vive in condizioni misere e sogna la felicità. Un giorno da un mondo fatato giungono due streghe: quella del Vento del Nord, e l'altra delle Correnti del Sud. La prima, essendo cattivissima al contrario della sorella, solleva un grosso polverone che fa innalzare la casa di Dorothy che dalla Terra si sposta magicamente nel mondo di Oz, crollando sopra la Strega del Sud, uccidendola. Trovandosi spaesata e non sapendo come interagire con i nuovi personaggi e abitanti del mondo fantastico, Dorothy si avventura da sola per le campagne e poi per i boschi. Lì conoscerà uno spaventapasseri ambulante e capace di ragionare come un uomo il quale desidera tanto un cervello per poter migliorare le sue qualità e affermare la sua intelligenza nella comunità, successivamente la ragazza scorge un taglialegna di latta il quale vorrebbe tanto un cuore, non essendo neanche composti di carne e ossa ma con una grande passione per le cose bellezze e gli animi gentili. Infine Dorothy con i suoi amici incontrerà l'ultimo personaggio strambo che l'accompagnerà per il suo viaggio; egli è un leone. Questi però è molto vanitoso e non ha coraggio per difendersi e compiere le grandi imprese, così Dorothy propone di andare a far visita al sovrano di quella bizzarra ma pittoresca città in cui è capitata, affinché forse egli avrebbe potuto aiutare sia lei che i suoi nuovi amici. Tuttavia il viaggio sarà irto di pericoli e capiterà che Dorothy, non essendo stata soddisfatta come credeva dal Mago di Oz, venga catturata dalla Strega del Nord la quale vuole ucciderla per rapirle la bellezza e la gentilezza di spirito. Fortunatamente i suoi amici la salveranno assieme al Mago e alla comunità di Oz che aveva da anni in odio la perfida megera.

## Produzione
Il film fu prodotto dalla The Radio Play Company of America

## Distribuzione
Distribuito dalla Selig Polyscope Company, il film venne presentato in prima il 24 settembre 1908 a Grand Rapids, nel Michigan. Lo spettacolo venne trasferito a New York dove venne programmato fino al 16 dicembre 1908.
Il film viene considerato presumibilmente perduto.